# Бечою
Бечою (рум. Băcioiu) — село у повіті Бакеу в Румунії. Входить до складу комуни Корбаска.
Село розташоване на відстані 224 км на північ від Бухареста, 33 км на південний схід від Бакеу, 99 км на південь від Ясс, 120 км на північний захід від Галаца, 139 км на північний схід від Брашова.

## Населення
За даними перепису населення 2002 року у селі проживала 2051 особа.
Національний склад населення села:
| Національність | Кількість осіб | Відсоток |
| -------------- | -------------- | -------- |
| цигани         | 1683           | 82,1%    |
| румуни         | 368            | 17,9%    |

Рідною мовою назвали:
| Мова      | Кількість осіб | Відсоток |
| --------- | -------------- | -------- |
| циганську | 1580           | 77,0%    |
| румунську | 470            | 22,9%    |